# Luis Falcone
José Luis Benito Falcone Schiavetti (Valparaíso, 9 de enero de 1918-Santiago, 1994) fue un ingeniero civil, agricultor y funcionario público chileno de ascendencia italiana, que se desempeñó como director general de la Empresa de los Ferrocarriles del Estado de Chile (EFE) entre 1964 y 1970, durante todo el gobierno del presidente Eduardo Frei Montalva.

## Familia y estudios
Nació en la ciudad chilena de Valparaíso el 9 de enero de 1918, hijo de Luis Guillermo Falcone Baltra —ejecutivo, quien fuera funcionario de la Sociedad Renta "La Cooperativa Vitalicia", siendo gerente de la misma desde 1925 y, luego, gerente general— y María Anunciatta Schiavetti Vecchiola, ambos descendientes italianos. Tuvo tres hermanos: María Ida, María Marta y Benito Patricio Tarcisio —ejecutivo, quien fuera gerente general de la Compañía Sud Americana de Vapores (CSAV)—. Realizó sus estudios primarios y secundarios en el Colegio de los Sagrados Corazones de Valparaíso. Continuó los superiores en la Pontificia Universidad Católica (PUC), titulándose como ingeniero civil en 1941.
Se casó con la penquista María Cristina Benavente Jiménez, con quien tuvo cinco hijos: José Luis, Ignacio, María Cristina, Gonzalo y Pablo.

## Carrera profesional
Al año siguiente de su titulación, en 1942, inició su actividad profesional en el marco del gobierno del presidente radical Juan Antonio Ríos, incorporándose como ingeniero al Departamento de Transporte de la Empresa de los Ferrocarriles del Estado (EFE).
Más adelante, fue designado como subjefe de la Sección de Tarifas de la misma repartición, asumiendo después como su secretario y jefe, a contar de 1953, bajo el segundo gobierno del presidente Carlos Ibáñez del Campo. De forma paralela, se dedicó a la agricultura explotando el fundo "Santa Cristina", ubicado en la provincia del Biobío.
Emigró junto a su familia a São Paulo (Brasil) a fines de octubre de 1960, país donde residió hasta octubre de 1964, siendo el 16 de noviembre de ese año nombrado por el presidente demócrata cristiano Eduardo Frei Montalva como director general de la EFE, cargo que mantuvo hasta el fin de la administración en noviembre de 1970 y continuando en él durante los primeros doce días de la presidencia del socialista Salvador Allende, cuando lo dejó finalmente; fue reemplazado al día siguiente por el también ingeniero y además militante socialista Nahum Castro. En su gestión, tuvo que enfrentar los daños en las vías ocasionados por el terremoto de La Ligua de 1965, y en 1970 realizó las gestiones para adquirir 20 trenes suburbanos modelo AES, fabricados en Argentina y que arribarían al país a partir de 1976.
Entre otras actividades, fue miembro del Instituto de Ingenieros de Chile, del Club de La Unión y de la Sociedad Nacional de Agricultura (SNA). Falleció en Santiago de Chile en 1994, a los 76 años.